# Blaignac
Blaignac (Blanhac en gascon) est une commune du Sud-Ouest de la France, située dans le département de la Gironde en région Nouvelle-Aquitaine.
Ses habitants sont appelés les Blaignacais.

## Géographie

### Localisation
La commune de Blaignac se situe au sud (rive gauche) de la Garonne sans toutefois la longer en étant séparée par la commune de Floudès, à 63 km au sud-est de Bordeaux, chef-lieu du département, à 17 km à l'est de Langon, chef-lieu d'arrondissement, et à 3,7 km au sud de La Réole, ancien chef-lieu de canton.

### Communes limitrophes
Les communes limitrophes sont Fontet au nord-est, Loupiac-de-la-Réole à l'est, Puybarban à l'ouest et Floudès au nord.
| Floudès   |          | Fontet              |
| Puybarban | Blaignac | Loupiac-de-la-Réole |
|           |          |                     |

La partie nord de la commune est traversée par le canal de Garonne, le bourg se situant dans le sud du territoire.
Seule la zone au nord du canal, à l'instar des communes environnantes sises entre Garonne et canal de Garonne, est quasiment plate et classée en zone rouge dans le cadre du plan de prévention du risque inondation (PPRI). Des digues de protection contre les crues de la Garonne le sillonnent.

La partie sud du territoire communal est plus accidentée avec, cependant, seulement une cinquantaine de mètres de dénivelé.

### Climat
Pour des articles plus généraux, voir Climat de la Nouvelle-Aquitaine et Climat de la Gironde.
Historiquement, la commune est exposée à un climat océanique aquitain.  
En 2020, Météo-France publie une typologie des climats de la France métropolitaine dans laquelle la commune est exposée à un climat océanique et est dans la région climatique  Aquitaine, Gascogne, caractérisée par une pluviométrie abondante au printemps, modérée en automne, un faible ensoleillement au printemps, un été chaud (19,5 °C), des vents faibles, des brouillards fréquents en automne et en hiver et des orages fréquents en été (15 à 20 jours).
Pour la période 1971-2000, la température annuelle moyenne est de 13,1 °C, avec une amplitude thermique annuelle de 15,3 °C. Le cumul annuel moyen de précipitations est de 797 mm, avec 10,9 jours de précipitations en janvier et 6,5 jours en juillet. Pour la période 1991-2020, la température moyenne annuelle observée sur la station météorologique la plus proche, située sur la commune de Saint-Sulpice-de-Pommiers à 14 km à vol d'oiseau, est de 13,8 °C et le cumul annuel moyen de précipitations est de 764,8 mm,. Pour l'avenir, les paramètres climatiques de la commune estimés pour 2050 selon différents scénarios d'émission de gaz à effet de serre sont consultables sur un site dédié publié par Météo-France en novembre 2022.

## Urbanisme

### Typologie
Au 1er janvier 2024, Blaignac est catégorisée commune rurale à habitat dispersé, selon la nouvelle grille communale de densité à sept niveaux définie par l'Insee en 2022.
Elle est située hors unité urbaine. Par ailleurs la commune fait partie de l'aire d'attraction de La Réole, dont elle est une commune de la couronne,. Cette aire, qui regroupe 20 communes, est catégorisée dans les aires de moins de 50 000 habitants,.

### Occupation des sols

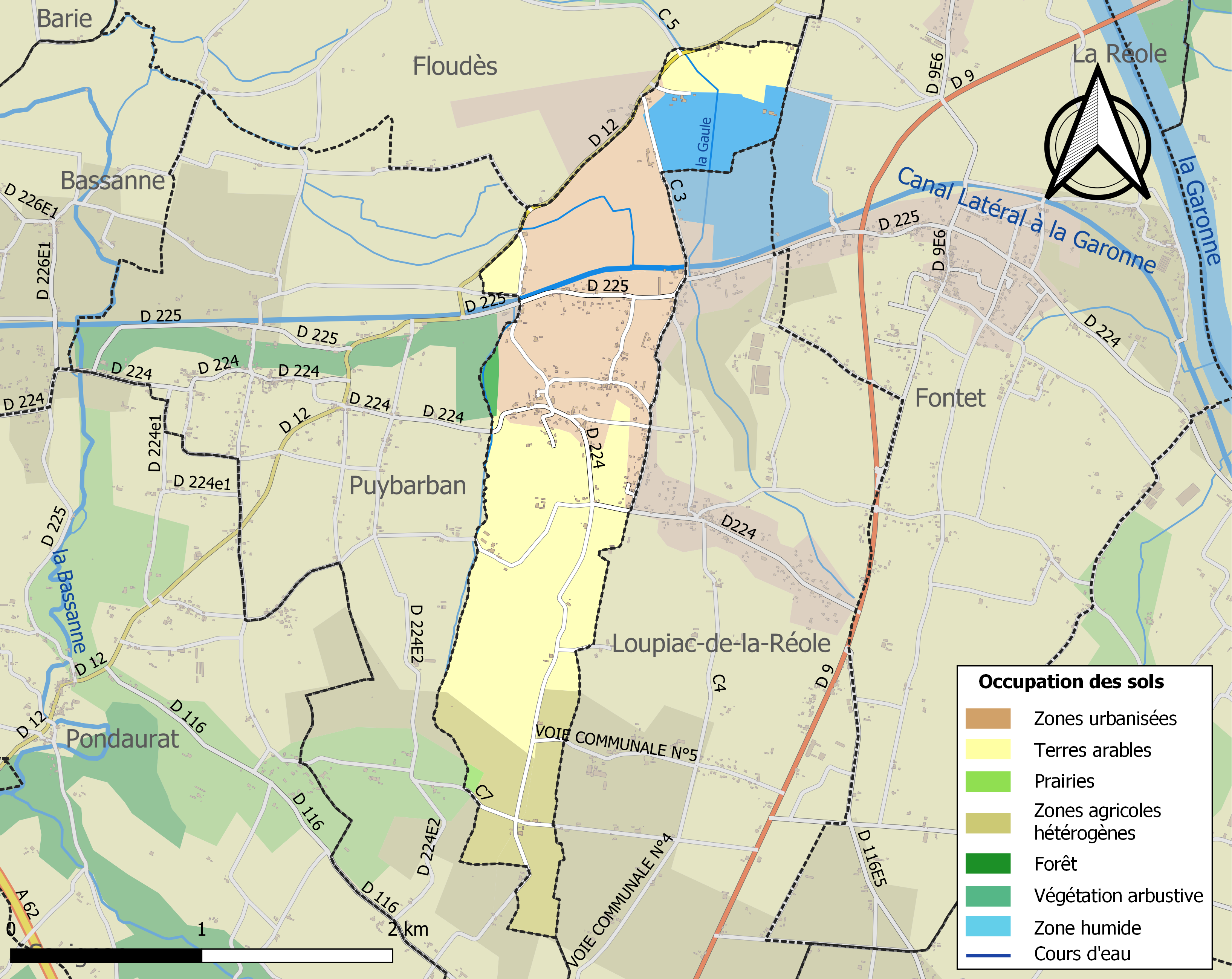
Carte des infrastructures et de l'occupation des sols de la commune en 2018 (CLC).

L'occupation des sols de la commune, telle qu'elle ressort de la base de données européenne d’occupation biophysique des sols Corine Land Cover (CLC), est marquée par l'importance des territoires agricoles (55,6 % en 2018), en diminution par rapport à 1990 (99,3 %). La répartition détaillée en 2018 est la suivante : 
terres arables (40,1 %), zones urbanisées (20,9 %), zones agricoles hétérogènes (15,1 %), mines, décharges et chantiers (14,9 %), eaux continentales (7,3 %), espaces verts artificialisés, non agricoles (0,7 %), forêts (0,7 %), prairies (0,3 %). L'évolution de l’occupation des sols de la commune et de ses infrastructures peut être observée sur les différentes représentations cartographiques du territoire : la carte de Cassini (XVIIIe siècle), la carte d'état-major (1820-1866) et les cartes ou photos aériennes de l'IGN pour la période actuelle (1950 à aujourd'hui).

### Voies de communication et transports
Le bourg est traversé par la route départementale D224 qui conduit, vers l'ouest, à Puybarban et au-delà à Langon et vers l'est à Loupiac-de-la-Réole et à la route départementale D9 (La Réole-Bazas).

L'accès à l'autoroute A62 (Bordeaux-Toulouse) se fait à la sortie  4 La Réole qui se trouve à 5,5 km par la route vers le sud.

L'accès  Bazas à l'autoroute A65 (Langon-Pau) se situe à 22 km vers le sud-ouest.
La gare SNCF la plus proche est celle, distante de 5 km par la route vers le nord - nord-est, de La Réole sur la ligne Bordeaux - Sète du TER Nouvelle-Aquitaine.

### Risques majeurs
Le territoire de la commune de Blaignac est vulnérable à différents aléas naturels : météorologiques (tempête, orage, neige, grand froid, canicule ou sécheresse), inondations et séisme (sismicité très faible). Un site publié par le BRGM permet d'évaluer simplement et rapidement les risques d'un bien localisé soit par son adresse soit par le numéro de sa parcelle.
Certaines parties du territoire communal sont susceptibles d’être affectées par le risque d’inondation par débordement de cours d'eau, notamment le canal Latéral à la Garonne. La commune a été reconnue en état de catastrophe naturelle au titre des dommages causés par les inondations et coulées de boue survenues en 1982, 1988, 1993, 1999, 2007, 2009 et 2021,.

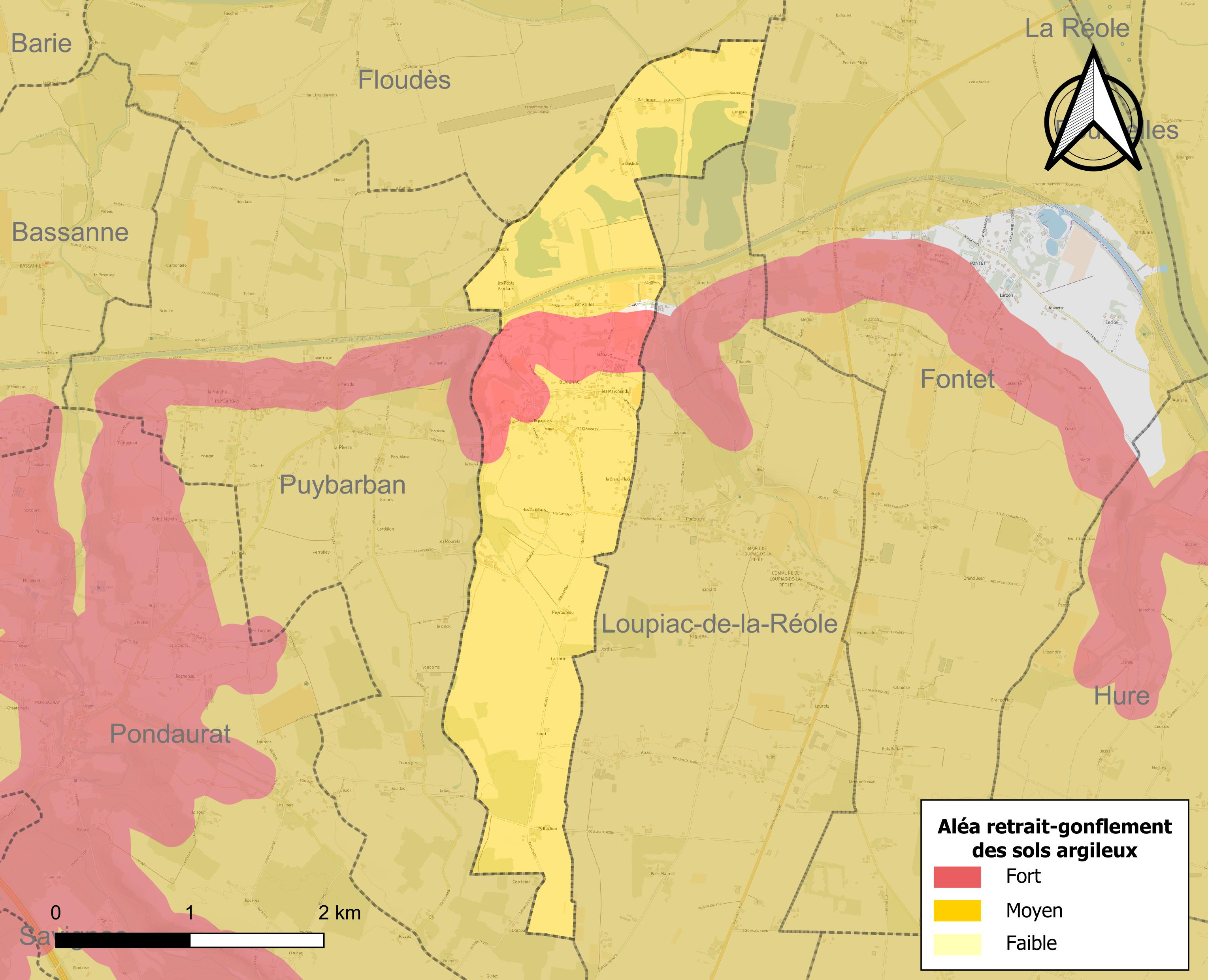
Carte des zones d'aléa retrait-gonflement des sols argileux de Blaignac.

Le retrait-gonflement des sols argileux est susceptible d'engendrer des dommages importants aux bâtiments en cas d’alternance de périodes de sécheresse et de pluie. 99,7 % de la superficie communale est en aléa moyen ou fort (67,4 % au niveau départemental et 48,5 % au niveau national). Sur les 145 bâtiments dénombrés sur la commune en 2019, 144 sont en aléa moyen ou fort, soit 99 %, à comparer aux 84 % au niveau départemental et 54 % au niveau national. Une cartographie de l'exposition du territoire national au retrait gonflement des sols argileux est disponible sur le site du BRGM,.
Par ailleurs, afin de mieux appréhender le risque d’affaissement de terrain, l'inventaire national des cavités souterraines permet de localiser celles situées sur la commune.
Concernant les mouvements de terrains, la commune a été reconnue en état de catastrophe naturelle au titre des dommages causés par des mouvements de terrain en 1999.

## Histoire
À la Révolution, la paroisse Saint-Saturnin de Blaignac forme la commune de Blaignac.

## Politique et administration
| Période                                  | Période   | Identité         | Étiquette | Qualité                               |
| ---------------------------------------- | --------- | ---------------- | --------- | ------------------------------------- |
| 1870                                     | 1874      | Jean Esterlin    |           |                                       |
| …                                        |           |                  |           |                                       |
| 1888                                     | 1895      | Jean Esterlin †  |           |                                       |
| …                                        |           |                  |           |                                       |
| avant 1988                               | mars 2008 | Max Jautard      | PS        |                                       |
| mars 2008                                | 2020      | Gilles Jautard   | DVG       | Responsable de centre impôts retraité |
| 2020                                     | En cours  | Bernard Vincente |           |                                       |
| Les données manquantes sont à compléter. |           |                  |           |                                       |

### Communauté de communes
Le 1er janvier 2014, la communauté de communes du Réolais ayant été supprimée, la commune de Blaignac s'est retrouvée intégrée à la communauté de communes du Réolais en Sud Gironde siégeant à La Réole.

## Démographie
L'évolution du nombre d'habitants est connue à travers les recensements de la population effectués dans la commune depuis 1793. Pour les communes de moins de 10 000 habitants, une enquête de recensement portant sur toute la population est réalisée tous les cinq ans, les populations de référence des années intermédiaires étant quant à elles estimées par interpolation ou extrapolation. Pour la commune, le premier recensement exhaustif entrant dans le cadre du nouveau dispositif a été réalisé en 2007.

En 2022, la commune comptait 320 habitants, en évolution de +10,73 % par rapport à 2016 (Gironde : +6,91 %, France hors Mayotte : +2,11 %).
| 1793 | 1800 | 1806 | 1821 | 1831 | 1836 | 1841 | 1846 | 1851 |
| ---- | ---- | ---- | ---- | ---- | ---- | ---- | ---- | ---- |
| 345  | 275  | 305  | 300  | 313  | 295  | 310  | 310  | 310  |

| 1856 | 1861 | 1866 | 1872 | 1876 | 1881 | 1886 | 1891 | 1896 |
| ---- | ---- | ---- | ---- | ---- | ---- | ---- | ---- | ---- |
| 290  | 280  | 275  | 290  | 292  | 304  | 282  | 281  | 263  |

| 1901 | 1906 | 1911 | 1921 | 1926 | 1931 | 1936 | 1946 | 1954 |
| ---- | ---- | ---- | ---- | ---- | ---- | ---- | ---- | ---- |
| 250  | 230  | 248  | 213  | 212  | 200  | 215  | 213  | 217  |

| 1962 | 1968 | 1975 | 1982 | 1990 | 1999 | 2006 | 2007 | 2012 |
| ---- | ---- | ---- | ---- | ---- | ---- | ---- | ---- | ---- |
| 206  | 210  | 180  | 186  | 203  | 221  | 253  | 257  | 278  |

| 2017 | 2022 | - | - | - | - | - | - | - |
| ---- | ---- | - | - | - | - | - | - | - |
| 287  | 320  | - | - | - | - | - | - | - |

## Lieux et monuments
- L'église Saint-Saturnin, initialement construite au XIIe siècle, a fait l'objet de remaniements de la nef et du chœur à la fin du XVIIIe et au début du XIXe siècle. Le portail et les sculptures ont été classé au titre des monuments historique en 1907[26].
- Deux chapiteaux du XIIe siècle, également classés, se trouvent à l'intérieur de l'église[27],[28].
- Blaise de Gasq, seigneur de Blaignac, baron de Saint-Sulpice, qui se fait chartreux, sous le nom d'Ambroise, au monastère de La Tour, en Calabre, fait don, aux chartreux, par son testament, daté du 5 décembre 1605, du château de La Bastide à Blaignac 44° 33′ 03″ N, 0° 03′ 24″ O, avec ses dépendances, terres et revenus[29] afin de fonder la chartreuse de Bordeaux.

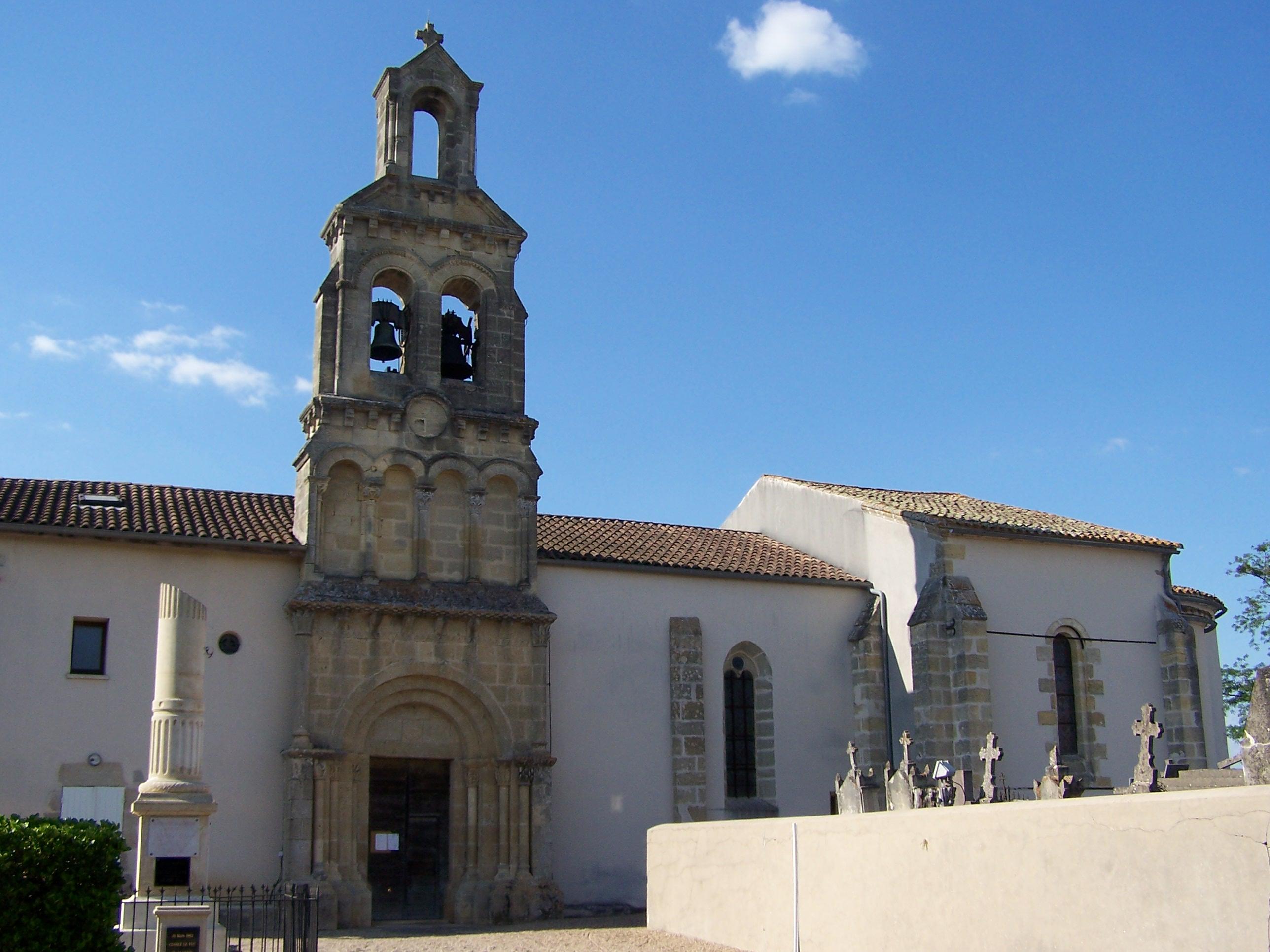
L'église Saint-Saturnin (juin 2009)
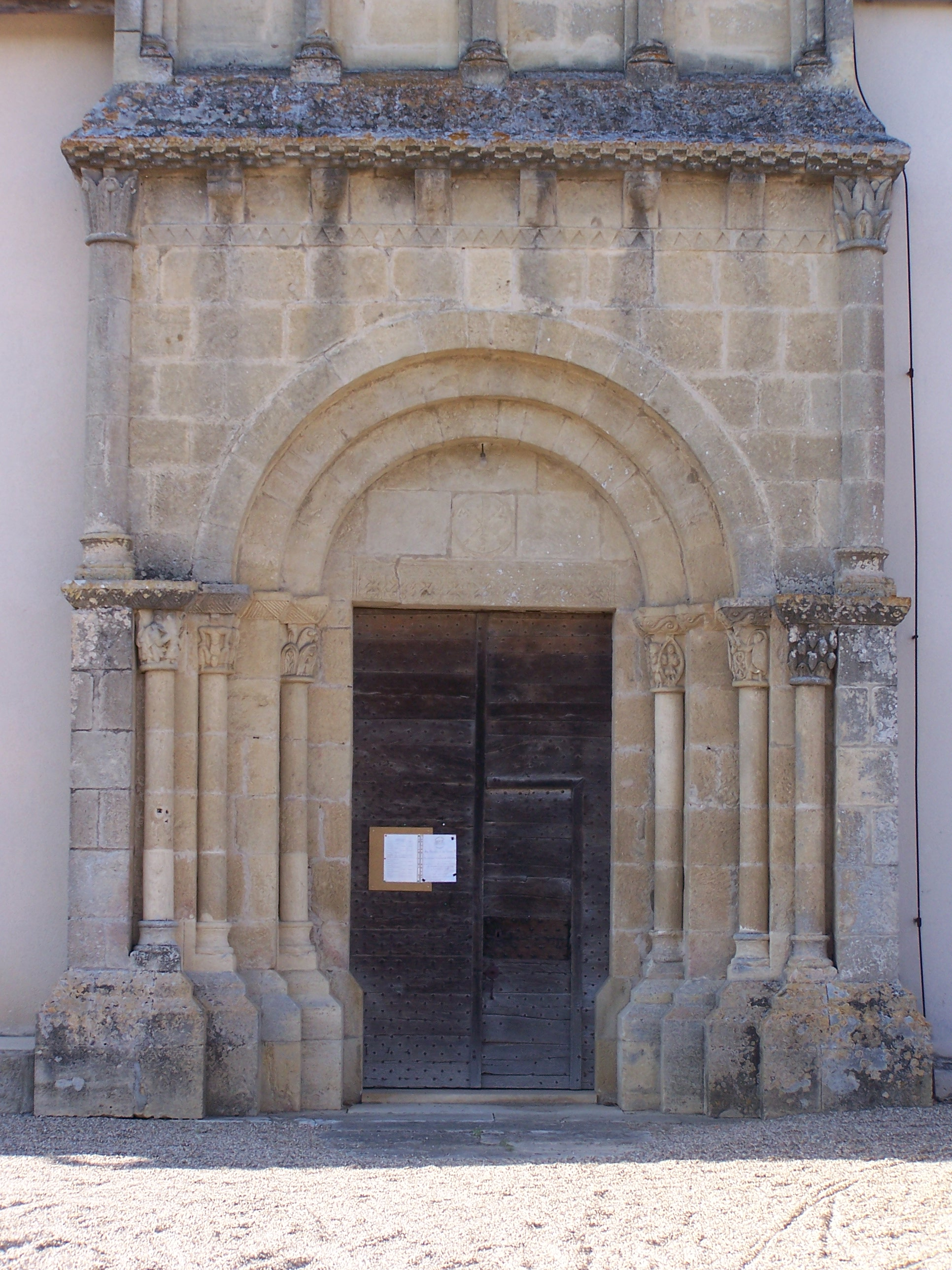
Le portail de l'église (juin 2009)
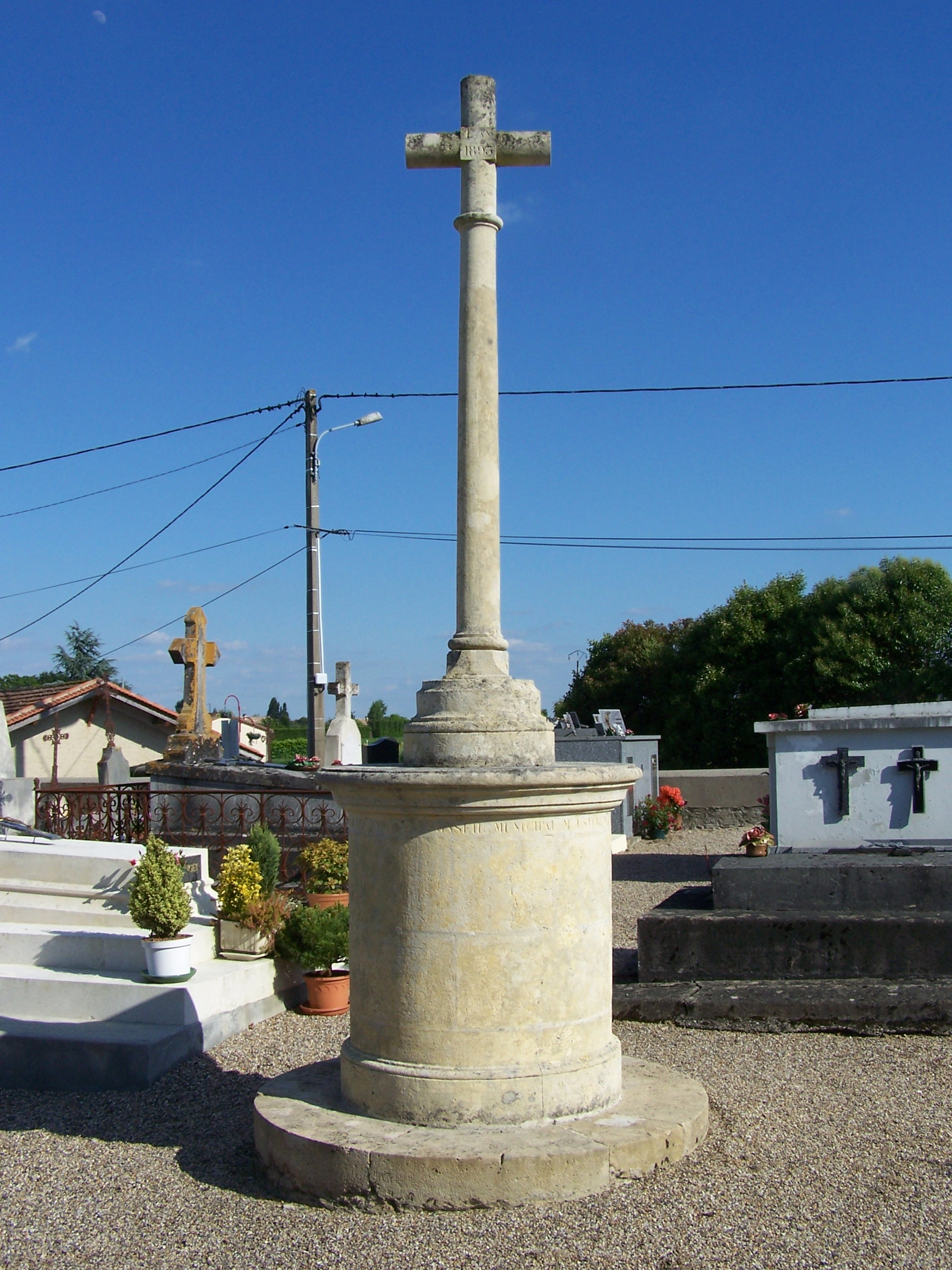
Croix monumentale dans le cimetière (juin 2009)
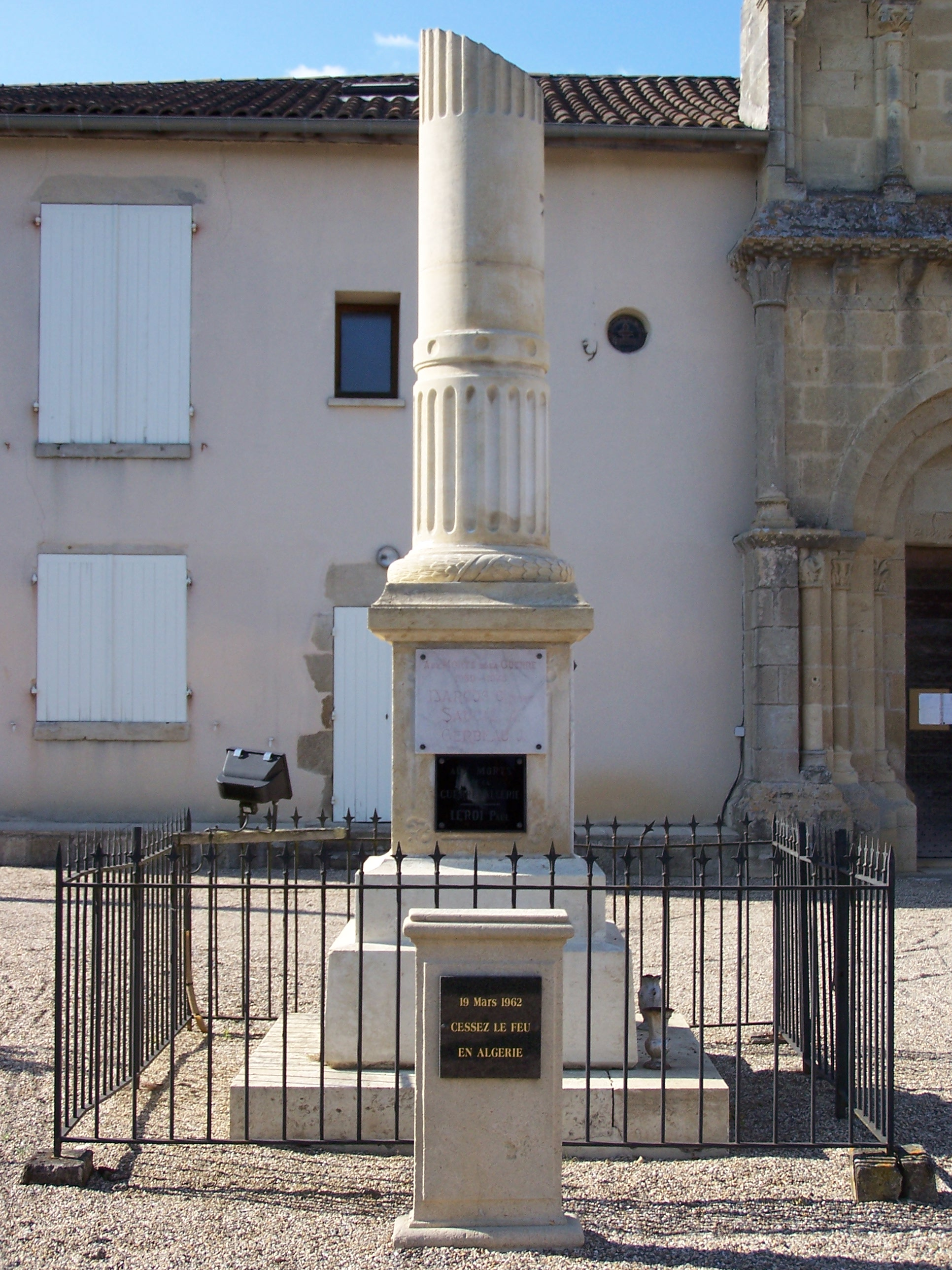
Le monument aux morts devant l'église (juin 2009)

## Personnalités liées à la commune
- Jean Jaubert de Barrault (1584-1643), évêque de Bazas, est né à Blaignac.